# قطار انقرة - اسطنبول فائق السرعة
سكة حديد أنقرة - اسطنبول فائق السرعة (بالتركية: Ankara–İstanbul yüksek hızlı demiryolu)‏، هي سكة حديدية طويلة عالية السرعة يبلغ طولها 533 كيلومتر (331 ميل) تعمل حاليًا بين أنقرة وهالكالي (في اسطنبول). يبلغ طول الرحلة عليها حوالي 4 ساعات و 15 دقيقة.

## التاريخ

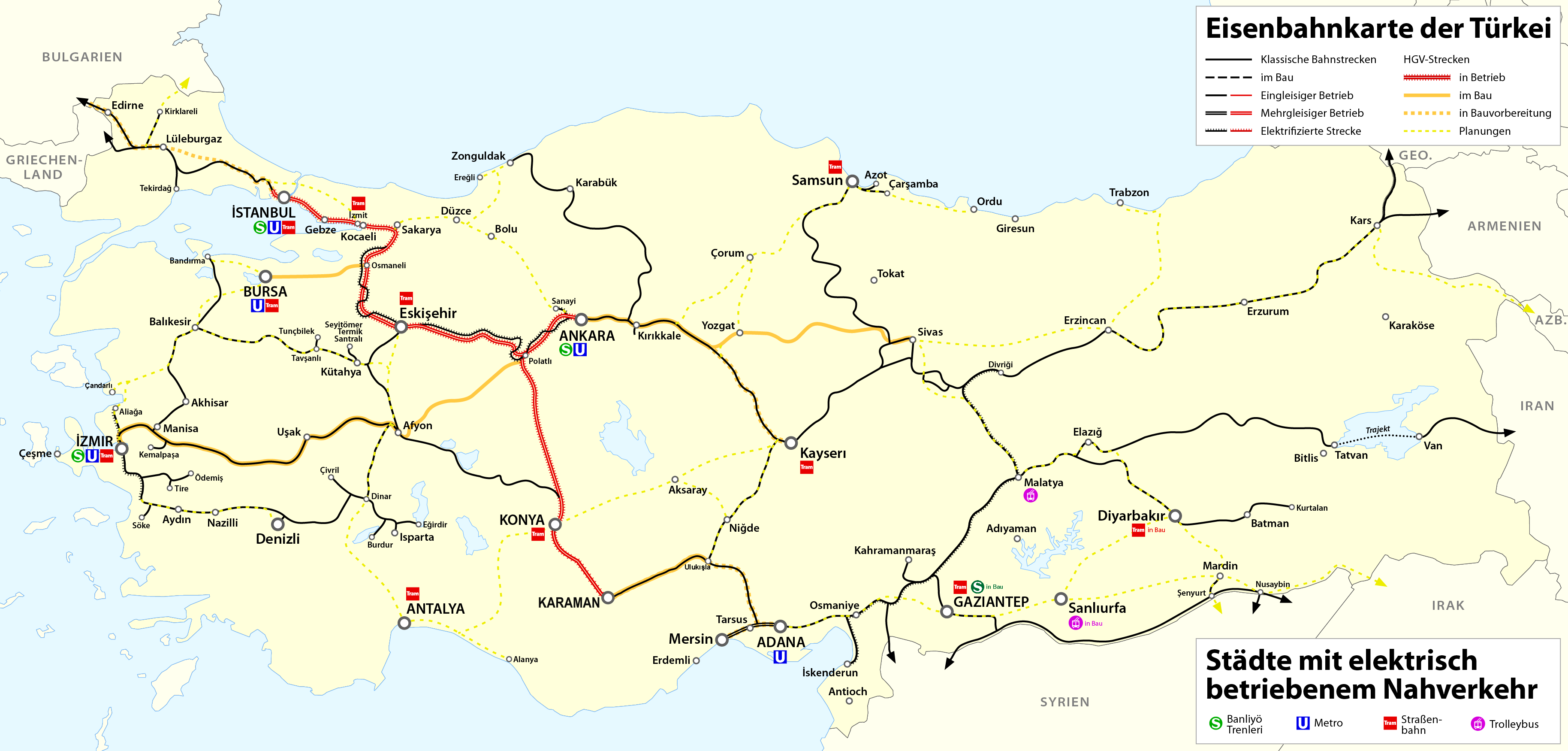
شبكة السكك الحديدية التركية السرعة المخطط لها.

يتم البناء السكة الحديدية على مرحلتين. المرحلة الأولى هي 251 كيلومتر (156 ميل)، ويكلف بناءها 747 دولارًا مليون وسيربط الطريق بين Sincan (مقاطعة في أنقرة) و İnönü، حيث بدأ البناء في عام 2003 على مقطع بين Esenkent و Eskisehir؛ اكتمل هذا الجزء في عام 2007. بدأت الخدمة المنتظمة بين أنقرة وEskisehir في 13 مارس 2009. تتكون المرحلة الأولى من خطان: بدأ بناء خط بين Eskisehir وإينونو في عام 2008 واكتمل في عام 2010، وتم بناء خط بين سينكان وإسنكنت في عام 2008.
المرحلة الثانية بين إينونو وبنديك، يبلغ طولها حوالي 214 كيلومتر (133 ميل)، ويكلف 2.27 دولار مليار. يعود السعر المرتفع بشكل كبير للمرحلة الثانية إلى وجود تضاريس أكثر صعوبة من المرحلة الأولى، بما في ذلك 33 جسراً و39 نفقاً.
تم افتتاح القسم بين إينونو وبنديك (إحدى ضواحي الجانب الآسيوي من اسطنبول) من قبل رئيس الوزراء في 25 يوليو 2014، وتستغرق الخدمة بين اسطنبول (بنديك) وأنقرة حوالي 3.5 ساعات. بدأت الخدمة بست رحلات يومية في كلا الاتجاهين. سيستمر الخط إلى وسط اسطنبول عند اكتمال مشروع مرمرة في عام 2018 تقريبًا. حتى اكتمال الخط عالي السرعة بالكامل، ستستخدم القطارات عالية السرعة الخط التقليدي في بعض أجزاء الطريق (بين Sapanca و Alifuatpaşa). ومن المقرر أن يكتمل الخط بالكامل في عام 2016، ومن المتوقع أن تصل الميزانية الإجمالية إلى 8.8 مليار ليرة تركية.
يتم تمويل البناء جزئيًا من خلال مصادر أجنبية، بما في ذلك 1.25 يورو مليار من بنك الاستثمار الأوروبي و 120 يورو مليون من الاتحاد الأوروبي.
فازت شركة بناء السكك الحديدية الصينية والمؤسسة الوطنية الصينية لاستيراد وتصدير الآلات بالمناقصة في عام 2005 لبناء خط السكك الحديدية بالشراكة مع شركتين تركيتين، وهما جنكيز للإنشاءات وإبراهيم سيسين إكتاس للإنشاءات. تم تمويل المشروع جزئيًا بمبلغ 750 دولارًا مليون قرض ممنوح لتركيا من الصين.

## البنية التحتية والأقسام والسرعات
| الجزء               | الطول  | السرعة القصوى | ملاحظات |
| ------------------- | ------ | ------------- | --- |
| أنقرة - سينكان      | 24 كم  | 140 كم / ساعة | أعيد بناؤها كجزء من مشروع Başkentray . افتتح في 12 أبريل 2018. |
| سينكان - بولادلي    | 69 كم  | 250 كم / ساعة | تم افتتاح قسم سينكان - بولادلي في 13 مارس 2009، بينما تم افتتاح قسم Sincan-Esenkent في 13 مارس 2010. |
| بولادلي - إسكي شهير | 152 كم | 250 كم / ساعة | افتتح في 13 مارس 2009. |
| اسكي شهير - فيزرهان | 92 كم  | 250 كم / ساعة | افتتح في 25 يوليو 2014. |
| فيزرهان - كوسكوي    | 96 كم  | 250 كم / ساعة | افتتح في 25 يوليو 2014، باستثناء القسم بين الفوات باشا و سبانجا (~ 23 كم) التي لا تزال قيد الإنشاء ويتم تجاوزها مع خط السكك الحديدية التقليدي الحالي.                                                                              |
| كوسكوي - جبزى       | 56 كم  | 160 كم / ساعة | افتتح في 25 يوليو 2014. المسارات مشتركة مع القطارات الأخرى. |
| جبزي - اسطنبول      | 44 كم  | 120 كم / ساعة | أعيد بناؤها كجزء من مشروع مرمرة . تم افتتاح قسم جبزي - بنديك في 25 يوليو 2014 وقسم بنديك - سوغوتلوسيزمي في 12 مارس 2019. آخر قسم صغير (حوالي 1.5 كيلومتر) يربط بين محطة Haydarpaşa بما في ذلك جسر جديد للسكك الحديدية قيد الإنشاء. |

فازت شركة ألكاتل بمبلغ 80 دولارًا مليون عقد لتوفير خدمات الإشارات على الخط، وكذلك أنظمة التشابك والتحكم، بينما تم التعاقد مع مجموعة تاليس لتزويد نظام التحكم في قطار ETCS لجزء Sincan-Eskisehir من الطريق.